# گاو کریت

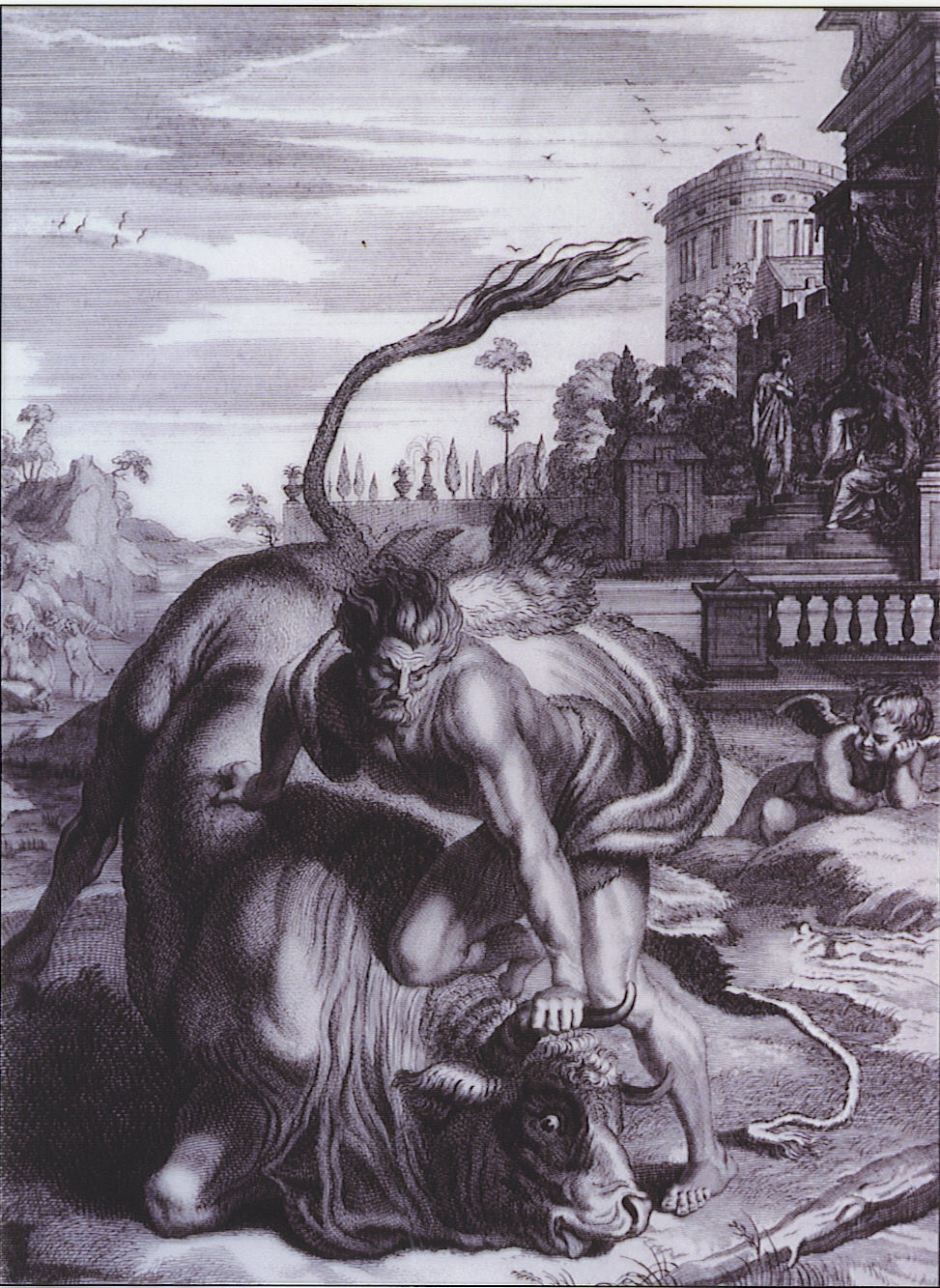
حکاکی از هرکول در حال نبرد با گاو کریت در هفتمین شاهکارش. حکاکی توسط برنار پیکار در ۱۷۳۱

گاو کریت (به یونانی: Ταυρος Κρηταιος) در اسطوره‌شناسی یونانی یا گاو نری بود که در ربودن ائوروپه نقش داشت یا گاوی که توسط پوزئیدون از دریا فرستاده شده بود. همسر شاه مینوس و ملکه کریت، پاسیفائه عاشق مجسمهٔ گاوی شد که دایدالوس هنرمند ساخته بود. پاسیفائه درون آن خوابید و با او نزدیکی کرد و هیولایی به نام مینوتور را به دنیا آورد، موجودی افسانه‌ای با کلهٔ گاو.

## هفتمین خوان هرکول
برای انجام هفتمین خوان، هرکول باید به جزیره کریت سفر می‌کرد. وظیفه هرکول، گرفتن گاوی وحشی و دارای قدرتی فوق‌العاده بود. وقتی هرکول به جزیره کریت رسید، شاه مینوس اختیار تام به او داد تا هرچه سریع‌تر گاو را گرفته و به نزد ائوروستئوس بازگرداند؛ زیرا گاو آزادانه در زمین‌های او پرسه می‌زد و محصولات آن‌ها را ویران می‌نمود. هرکول برای به دام انداختن گاو به طناب احتیاج داشت، او سپس آن‌قدر آن را تعقیب نمود تا جانور تضعیف شد و در زمانی مناسب طناب را به دور گردن او انداخت. بعد از آرام کردن حیوان بر پشت آن سوار شد و به آتن و نزد ائوروستئوس بازگشت. ائوروستئوس خواست گاو را برای هرا قربانی کند، اما هرا که از هرکول تنفر داشت از قربانی شدن گاو خودداری کرد چون این کار باعث شکوه هرکول می‌شد؛ بنابراین گاو را در طبیعت یونان آزاد نمودند. بعدها گاو به دشت ماراتون رسید جایی که توسط تسئوس یکی دیگر از قهرمانان اساطیر یونان گرفته شد. تسئوس نیز گاو را به نشانهٔ قدردانی برای آتنا قربانی کرد. ائوروستئوس سپس هرکول را به دنبال مأموریت بعدی، یعنی گرفتن مادیان‌های آدم‌خوار دیومدس فرستاد.